# Karen Harup
Karen Margrethe Harup, coniugata Petersen (Gentofte, 20 novembre 1924 – Copenaghen, 9 luglio 2009), è stata una nuotatrice danese.

## Biografia
Karen Harup fu campionessa olimpica nei 100 m dorso nel 1948, edizione nella quale vinse anche la medaglia d'argento nei 400 sl e nella staffetta 4x100 sl. Sulle stesse distanza, l'anno precedente aveva vinto tre ori ai campionati europei di Montecarlo. Nel 1975 fu inclusa nella International Swimming Hall of Fame
È deceduta a Copenaghen nel 2009 e le sue spoglie sono tumulate nel cimitero di Hvidovre.